# Euodia quercifolia
Euodia quercifolia là một loài thực vật có hoa trong họ Cửu lý hương. Loài này được (B.S. Williams) Ridl. mô tả khoa học đầu tiên năm 1924.